# Bakonybél
Bakonybél là một thị trấn thuộc hạt Veszprém, Hungary. Thị trấn này có diện tích 24,36 km², dân số năm 2010 là 1234 người, mật độ 51 người/km².